# Maria, mãe de Tiago
Maria, mãe de Tiago ou Maria de Alfeu é identificada nos evangelhos sinóticos como sendo uma das mulheres que foram até o túmulo de Jesus depois de seu sepultamento. Ela era esposa de Alfeu, conhecido também como Cléofas Alfeu, e mãe de Santiago Menor.

## Narrativa bíblica
Lucas 24:10 e Marcos 16:1 citam "Maria, mãe de Tiago" como uma das mulheres que foram até o túmulo, enquanto que Mateus 27:56 diz que "Maria, mãe de Tiago e José" teria assistido à crucificação de Jesus à distância. Marcos 15:40 a chama de "Maria, mãe de Tiago, o Menor, e de José". Embora Tiago seja quase sempre identificado como sendo Tiago, filho de Alfeu, a Enciclopédia Católica o identifica tanto com este como com Tiago, o Justo.

## Identificações
Na tradição católica e ortodoxa, esta Maria é identificada como Maria de Cléofas, descrita nos evangelhos como a mãe de Tiago Menor, e que ao lado de Maria Madalena e Maria Salomé são três Marias que estiveram presentes no contexto da paixão e ressurreição de Cristo. Assim sendo, teria sido também mencionada em João 19:25. Por menores das vezes é identificada como sendo a própria Salomé.